# Liponeura
Liponeura är ett släkte av tvåvingar. Liponeura ingår i familjen Blephariceridae.

## Bildgalleri

## Dottertaxa tillLiponeura, i alfabetisk ordning[1]
- Liponeura alticola
- Liponeura anatolica
- Liponeura angelieri
- Liponeura bezzii
- Liponeura bilobata
- Liponeura bischoffi
- Liponeura bithynica
- Liponeura brevirostris
- Liponeura buresi
- Liponeura cinerascens
- Liponeura cordata
- Liponeura cortensis
- Liponeura cretica
- Liponeura cypria
- Liponeura decampsi
- Liponeura deceptiva
- Liponeura deceptrix
- Liponeura decipiens
- Liponeura discophora
- Liponeura edwardsi
- Liponeura edwardsiana
- Liponeura euryfrons
- Liponeura gauthieri
- Liponeura gelaiana
- Liponeura heidae
- Liponeura hispanica
- Liponeura isabellae
- Liponeura itala
- Liponeura komareki
- Liponeura limomi
- Liponeura lindneri
- Liponeura malickyi
- Liponeura mannheimsi
- Liponeura matris
- Liponeura megalatlantica
- Liponeura nevadensis
- Liponeura osmanica
- Liponeura paradecipiens
- Liponeura platyfrons
- Liponeura pontica
- Liponeura sirouana
- Liponeura tarnogradskyi
- Liponeura taurica
- Liponeura thienemanni
- Liponeura vinconi